# Orbert Davis
Orbert Davis est un trompettiste de jazz américain né à Chicago. Il a enregistré plus de 3 000 publicités pour la télévision et les radios ainsi que trois albums studio. Il est très impliqué dans la vie musicale de Chicago.
Il a effectué les arrangements du film Les Sentiers de la perdition de Sam Mendes.

## Discographie
- 1994 : Unfinished Memories
- 2002 : Priority
- 2004 : Blue Notes